# Kanton Saint-Vaury
Saint-Vaury is een kanton van het Franse departement Creuse. Het kanton maakt deel uit van het arrondissement Guéret.

## Gemeenten
Het kanton Saint-Vaury omvatte tot 2014 de volgende 9 gemeenten:
- Anzême
- La Brionne
- Bussière-Dunoise
- Gartempe
- Montaigut-le-Blanc
- Saint-Léger-le-Guérétois
- Saint-Silvain-Montaigut
- Saint-Sulpice-le-Guérétois
- Saint-Vaury (hoofdplaats)

Na de herindeling van de kantons bij decreet van 17 februari 2014, met uitwerking op 22 maart 2015, omvat het kanton volgende gemeenten:
- Ajain
- Anzême
- La Brionne
- Bussière-Dunoise
- Gartempe
- Glénic
- Jouillat
- Saint-Fiel
- Saint-Léger-le-Guérétois
- Saint-Sulpice-le-Guérétois
- Saint-Vaury